# Индийска висша лига
Индийската висша лига (на английски: Indian Premier League, IPL) е професионално първенство по крикет за мъже, в което участват десет отбора от десет индийски градове. Висшата лига е създадена от Борда на управителите на крикета в Индия през 2007 г.
Индийската висша лига е с най-висока посещаемост на крикет в света, а през 2014 г. заема шесто място по средна посещаемост при спортните първенства в света. През 2010 г. тя става първото спортно мероприятие в света, излъчено на живо в „Ютюб“. Като бранд през 2019 година Индийската висша лига е оценена на 6,3 млрд. долара според „Дъф енд Фелпс“. За 2015 г. приносът ѝ към БВП на индийската икономика се равнява на 150 млн. долара. Сезон 2020 на Индийската висша лига поставя рекорд за гледаемост.
Настоящият шампион е „Ченай Супер Кингс“.